# 李哲夫
李哲夫（1919年1月—2000年5月22日），原名刘振国，又名刘凯明，山西五台县西贾庄人，中央廣播事業局副局长、北京广播学院院长、党委书记。中国人民解放军开国大校。第十二届中共中央纪律检查委员会委员。

## 生平
1933年加入共青团。1935年加入中国共产党。1936年参加山西牺牲救国同盟会。1937年参加八路军。1937年加入中国共产党。
1955年9月被授予中国人民解放军空军大校，荣获二级独立自由勋章、二级解放勋章。
1966年文革初期率中央广播事业局工作组进驻北京广播学院。
1987年离职休养。 